# Araneus rubicundulus
Araneus rubicundulus là một loài nhện trong họ Araneidae.
Loài này thuộc chi Araneus. Araneus rubicundulus được Eugen von Keyserling miêu tả năm 1887.